# Mirzapur, Raichur
Mirzapur là một làng thuộc tehsil Raichur, huyện Raichur, bang Karnataka, Ấn Độ.